# イラガ科
イラガ科 (イラガか、Limacodidae) は、昆虫綱チョウ目の科のひとつ。400属1,000種がいる。
幼虫はカキノキやバラ科に多く発生し、多くの棘を持ち、その毒棘に触れるとハチに刺されたような痛みを生じるため、別名「蜂熊」などと言われる。
冬にはウズラの卵のような殻（大きさは半分以下）の中で蛹になり、春を待つ。殻の中の蛹は魚釣りの餌として用いられることもある。

## 日本産の主な種類
日本では約20種が生息している。
- ナシイラガ Narosoideus flavidorsalis
- ヒメクロイラガ Scopelodes contracta
- イラガ　Monema flavescens
- アカイラガ Phrixolepia sericea
- アオイラガ　Parasa consocia
- ヒロヘリアオイラガ　P. lepida
- クロシタアオイラガ　P. sinica